# Gremlins – Kleine Monster
Gremlins – Kleine Monster (orig. Gremlins, auch Gremlins – Die Aussergewöhnlichen) ist eine US-amerikanische Horrorkomödie aus dem Jahr 1984. Der Film entstand unter der Regie von Joe Dante, der den Posten auch bei der Fortsetzung Gremlins 2 – Die Rückkehr der kleinen Monster von 1990 innehatte. Die Hauptrollen spielen Zach Galligan und Phoebe Cates. Bei einem Budget von 11 Mio. US-Dollar spielte der Film allein in den USA 148 Mio. US-Dollar ein. Der Film startete am 26. Oktober 1984 in den bundesdeutschen Kinos. Seit 2023 wird eine Prequel-Animationsserie unter dem Titel Gremlins – Secrets of the Mogwai auf dem US-amerikanischen Streamingdienst Max ausgestrahlt.

## Handlung
Randall Peltzer aus Kingston Falls ist Erfinder skurriler Alltagsgeräte, die das Leben erleichtern sollen, jedoch meistens nicht richtig funktionieren. Auf Geschäftsreise kauft Peltzer vom Enkel eines geheimnisvollen Händlers in Chinatown den Mogwai Gizmo. Dabei handelt es sich um ein kleines Tier, das mit Fell bedeckt ist und singen kann. Der Enkel des Händlers gibt ihm drei Regeln mit auf den Weg:
1. den Mogwai nie dem Sonnenlicht aussetzen,
2. den Mogwai nicht nass werden lassen,
3. den Mogwai nicht nach Mitternacht fressen lassen.

Peltzer schenkt das putzige Tierchen seinem Sohn Billy als Weihnachtsgeschenk und kurz darauf passiert das erste Missgeschick: Gizmo wird nass und unter Zuckungen platzen eine Vielzahl neuer Mogwais aus seinem Fell heraus. Diese tragen allerdings andere Charakterzüge und verhalten sich äußerst asozial. Also sucht Billy die örtliche Mittelschule auf, um seinem früheren Biologie-Lehrer Mr. Roy Hanson einen Mogwai zu zeigen, woraufhin der Lehrer dem pelzigen Wesen für einige Tests mit einer Spritze eine Blutprobe entnimmt.
Unterdessen zerknabbern die restlichen Mogwais daheim im Jugendzimmer von Billy das Stromkabel seines Weckers. Mit Blick auf die stehen gebliebenen Zeiger seines Weckers füttert Billy deshalb aus Unwissenheit die gefräßigen Tiere nach Mitternacht. Die Mogwais verpuppen sich daraufhin und entschlüpfen den schwarzen Kokons hinterher als aggressive echsenartige Gremlins. Anschließend attackieren die grünen Bestien im Haus der Familie Peltzer die Mutter von Billy, die einen Gremlin in der Mikrowelle zum Platzen bringt. Außerdem zerfleischt Mutter Lynn einen anderen Gremlin in einem Küchenmixer. Mit einem Schwert, das an der Wohnzimmerwand hängt, enthauptet ihr herbeieilender Sohn Billy während eines Handgemenges einen weiteren Gremlin, dessen abgetrennter Kopf ins Kaminfeuer fliegt und in den Flammen verbrennt. Nachdem Billys Mutter und er selbst die koboldhaften Gremlins bis auf deren Anführer Stripe, der weiße irokesenschnittartige Haare auf dem Kopf trägt, töten konnten, flüchtet dieser in ein YMCA-Gebäude. In dem dort befindlichen Schwimmbad vermehrt er sich durch einen Sprung ins Wasser in eine Armee von zerstörungswütigen kleinen Monstern, die den beschaulichen Ort am Weihnachtsabend ins Chaos stürzen. Dabei vergnügen sich die wilden Gremlins im Irish Pub Dorry’s Tavern bei Alkohol, Tabak und Glücksspiel, während die gehässigen Geschöpfe, die eine Neigung zur Kostümierung mit Hüten, Sonnenbrillen und Schminke zeigen, die Kneipe auseinandernehmen. In dem Irish Pub arbeitet Kate Beringer, die neue Freundin von Billy, als Bedienung, die von den Gremlins schikaniert wird. Als Kate feststellt, dass ein Gremlin vor dem Lodern eines entfachten Streichholzes zurückschreckt, kann die junge Frau mit dem Blitzlicht einer Sofortbildkamera einige der üblen Monster vertreiben. Zudem fährt Billy in seinem verschneiten VW Käfer vor, der seine Freundin mit den grellen Scheinwerfern seines Autos aus der misslichen Lage befreit, woraufhin Billy und Kate in das nahegelegene Kreditinstitut flüchten, in dem Billy tagsüber als Bankkaufmann arbeitet.
Bei einer durch Billy herbeigeführten Gas-Explosion in einem Kino, wo sich die garstigen langohrigen Kreaturen versammelt haben, um sich zusammen den Walt-Disney-Zeichentrickfilm Schneewittchen und die sieben Zwerge anzuschauen, werden erneut alle Gremlins bis auf Anführer Stripe getötet. Während eines Showdowns in einem Kaufhaus wird dieser von Gizmo mithilfe des Hochziehens einer Fenster-Jalousie durch hereinströmendes Sonnenlicht getötet. Somit ist der Spuk vorbei. Als Familie Peltzer danach in ihrem Wohnzimmer zur Normalität zurückfindet, kommt der asiatische Händler aus Chinatown zu Besuch. In einem erbosten Plädoyer gegen den naturfeindlichen Lebenswandel der westlichen Welt erklärt er Mr. Peltzer und dessen Sohn Billy, sie seien aufgrund ihrer Verantwortungslosigkeit noch nicht bereit, den Mogwai als Haustier zu halten, und nimmt ihn wieder mit. Lediglich im jungen Billy erkennt der graubärtige Asiate die menschliche Größe, womöglich irgendwann der Obhut von Mogwai Gizmo charakterlich gewachsen zu sein.
Zum Schluss ermahnt Vater Randall Peltzer als auktorialer Erzähler aus dem Off, der bereits zu Beginn des Films die Handlung erklärend eingeleitet hatte, die Zuschauer, nicht direkt die Handwerker zu rufen, wenn mal daheim „die Klima-Anlage versagt, die Waschmaschine nicht funktioniert oder der Videorekorder den Geist aufgibt“, erst solle man überall im Haus das Licht anschalten und alles durchsuchen – denn es könnte sich ein Gremlin im Haus verstecken.

## Entstehung
Die Legende der Gremlins reicht zurück bis in die Zeit des Zweiten Weltkriegs, als Piloten der britischen Royal Air Force technische Probleme häufig spaßeshalber diesen kleinen Monstern zuschrieben. Weitere Verbreitung fand der Begriff in der populären Kultur durch Roald Dahls Kinderbuch The Gremlins aus dem Jahr 1943. Disney plante dessen Verfilmung, was jedoch nie realisiert wurde. In Leon Schlesingers Cartoon Kommt ein Häschen geflogen (orig. Falling Hare) aus dem Jahr 1943 kämpft Bugs Bunny gegen einen solchen Gremlin in einem Militär-Flugzeug hoch oben am Himmel. Regisseur Joe Dante hatte Dahls Buch gelesen und benannte es als Einfluss auf seinen Spielfilm. 1983 distanzierte er sich von früheren Verfilmungen des Gremlins-Stoffes:

„Unsere Gremlins sind irgendwie anders. Sie sind grün und haben große Mäuler, sie grinsen viel und machen unglaubliche, wirklich gemeine Dinge mit Menschen und haben dabei ständig Spaß.“

Filmset der Kleinstadt Kingston Falls war der Courthouse Square in den Universal Studios in Hollywood, das im Folgejahr auch als Hill Valley in Zurück in die Zukunft diente. Produzent Steven Spielberg und Komponist Jerry Goldsmith haben Gastauftritte genauso wie Joe Dantes Stamm-Darsteller Kenneth Tobey und William Schallert.
Howie Mandel sprach Gizmo in mehreren internationalen Fassungen, dafür prägte er sich seinen Text phonetisch ein. Mit seiner niedlichen Erscheinung, bestehend aus Kulleraugen und gedrungenem Körperbau, entspricht Mogwai Gizmo dem Kindchenschema und weckt dadurch Zuneigungsgefühle. Hier haben die Mogwais noch genau wie Gizmo weiße und braune Flecken, im zweiten Teil sind sie schwarz und weiß. Auch die Gremlins sind farblich nicht zu unterscheiden.
Während Mr. Peltzer auf der Erfindermesse mit seiner Frau telefoniert, startet rechts im Hintergrund gerade die Zeitmaschine aus dem gleichnamigen Filmklassiker nach H. G. Wells. In einer späteren Einstellung ist sie plötzlich verschwunden und hinterlässt nur Dampf auf dem Boden. Ebenfalls dort ist Robby der Roboter aus Alarm im Weltall zu sehen. Als Billy die Mogwais unbeabsichtigt nach Mitternacht mit Hähnchen füttert, läuft im Fernsehen der Filmklassiker Die Dämonischen, in dem Außerirdische die Menschheit durch identische Kopien ersetzen.

### Synchronisation
Der Film wurde bei der Berliner Synchron unter der Regie und nach einem Dialogbuch von Joachim Kunzendorf synchronisiert.
| Figur                   | Darsteller         | Deutscher Sprecher  |
| ----------------------- | ------------------ | ------------------- |
| William „Billy“ Peltzer | Zach Galligan      | Nicolas Böll        |
| Kate Beringer           | Phoebe Cates       | Maud Ackermann      |
| Randall Peltzer         | Hoyt Axton         | Heinz Theo Branding |
| Lynn Peltzer            | Frances Lee McCain | Hallgerd Bruckhaus  |
| Mrs. Ruby Deagle        | Polly Holliday     | Ingeborg Wellmann   |
| Pete Fountaine          | Corey Feldman      | Timmo Niesner       |
| Mr. Wing                | Keye Luke          | Helmut Heyne        |
| Sheriff Frank           | Scott Brady        | Hermann Ebeling     |
| Deputy Brent            | Jonathan Banks     | Frank Glaubrecht    |
| Murray Futterman        | Dick Miller        | Herbert Stass       |
| Sheila Futterman        | Jackie Joseph      | ?                   |
| Lehrer Roy Hanson       | Glynn Turman       | Claus Jurichs       |
| Gerald Hopkins          | Judge Reinhold     | Hubertus Bengsch    |
| Bankpräsident Corben    | Edward Andrews     | Eric Vaessen        |
| Mr. Anderson            | Harry Carey Jr.    | Alexander Herzog    |
| Mr. Jones               | Chuck Jones        | Hans Nitschke       |
| Mrs. Joe Harris         | Belinda Balaski    | Monica Bielenstein  |
| Stimme von Gizmo        | Howie Mandel       | Howie Mandel        |
| Stimme von Stripe       | Frank Welker       | ?? Frank Welker ??  |

## Rezeption
Gremlins erhielt ein gutes Presseecho, was sich auch in den Auswertungen US-amerikanischer Aggregatoren widerspiegelt. So erfasst Rotten Tomatoes größtenteils positive Besprechungen und ordnet den Film dementsprechend als „Zertifiziert Frisch“ ein. Laut Metacritic fallen die Bewertungen im Mittel „Grundsätzlich Wohlwollend“ aus.

„Eine boshaft-hintersinnige Horror-Farce über die Ambivalenz des Wunderbaren und die Kehrseite des technischen Fortschritts und der modernen Konsumgesellschaft; ätzend-karikierend, bisweilen auch trivial und kraß in den Ausdrucksmitteln, aber insgesamt in ihrer Gesellschaftskritik treffend.“

Der Film gewann 1985 bei den Saturn Awards die Auszeichnung in den Kategorien Bester Horrorfilm, Beste Regie, Beste Musik, Beste Spezialeffekte sowie Polly Holliday als Beste Nebendarstellerin. Nominiert war er darüber hinaus in den Kategorien Bestes Drehbuch, Bestes Make-up sowie Corey Feldman als Bester Nachwuchsschauspieler.
Zusätzlich gewann der Film einen Young Artist Award für den Besten Familienfilm sowie eine Nominierung für Corey Feldman als Besten Jungschauspieler. In Deutschland wurde der Film mit der Goldenen Leinwand ausgezeichnet.
Der übernatürliche Spielfilm Gremlins erschien zu einer Zeit, als das filmische Verbinden von Horror- und Komödienstoffen allmählich an Popularität gewann. Die Horrorkomödie Ghostbusters, die damals 1984 in derselben Woche in den Kinos erschien wie die Gremlins, verfolgt nach Meinung des amerikanischen Philosophen Noël Carroll dasselbe Konzept. Unheimliche Filmszenen, die früher zum Fürchten waren, erhalten in diesen Filmen einen humoristischen Unterton.

## Adaptionen und Hommagen
- Ein Buch zum Film führt die Hintergründe der Geschichte weiter aus: Mogwai (Gizmo) wurde ursprünglich von einem pazifistischen Alien-Wissenschaftler als das ideale Haustier für Kinder geschaffen. Die „Gremlins“ sind ein unbeabsichtigter Nebeneffekt. Während der friedliche Mogwai (einer von 1000) unsterblich ist, leben die Gremlins nur kurz, da sie dazu neigen, einander auszustechen und sich Feinde zu schaffen. Woher er dies weiß, lässt Mr. Wing offen.
- Für den Commodore 64, den Amstrad CPC, den Atari 800 XL und den Sinclair ZX Spectrum erschien 1985 das Textadventure Gremlins: The Adventure der britischen Firma Adventure Soft.
- Für den Amiga 500, Atari ST, Commodore 64, DOS, MSX, Amstrad CPC, NES, Game Boy und den ZX Spectrum wurde 1990 das Spiel Gremlins 2 – The New Batch veröffentlicht.
- Für den Game Boy Color gab es 2001 Gremlins Unleashed.
- Für den Game Boy Advance gab es 2002 Gremlins: Stripe VS Gizmo
- Für die PlayStation 2 und Gamecube wurde das Spiel Gremlins für das Jahr 2003 angekündigt, jedoch nie veröffentlicht.
- Die schottische Band Mogwai entlieh dem Film ihren Namen.
- In den Warner-Bros-Movie-World-Parks gab es eine Gremlins-Geisterbahn, in der sie das Studio mitsamt der Besucher überfielen und alles verwüsteten.